# Mistrzostwa Hiszpanii w Skokach Narciarskich 1990
Mistrzostwa Hiszpanii w Skokach Narciarskich 1990 – zawody, które wyłoniły najlepszych skoczków narciarskich w Hiszpanii w roku 1990. Rozegrano zawody w kategorii seniorów i juniorów; odbyły się one pod koniec stycznia 1990 roku.
W konkursie skoków seniorów uczestniczyło co najmniej dziewięciu zawodników. Najlepszy okazał się Bernat Solà, który zwyciężył po skokach na 66,5 m i 60,5 m. Na kolejnych miejscach uplasowali się Jesús Lobo i Francisco Alegre. W zawodach juniorów zwyciężył Xavier Fuentes. Większość uczestników zawodów seniorskich pochodziła z Katalonii.
Zawody w skokach narciarskich rozegrano na skoczniach w miejscowości La Molina.

## Wyniki

### Seniorzy
| Miejsce | Zawodnik          | Skok 1      | Skok 2      | Nota        |
| ------- | ----------------- | ----------- | ----------- | ----------- |
| 1.      | Bernat Solà       | 66,5        | 60,5        | 184,8       |
| 2.      | Jesús Lobo        | 60,5        | 63          | 176,5       |
| 3.      | Francisco Alegre  | 63          | 62          | 171,0       |
| 4.      | Félix Fuentes     | 59,5        | 53,5        | 150,7       |
| 5.      | Miguel Berruet    | 52          | 51,5        | 143,9       |
| 6.      | Brak danych       | Brak danych | Brak danych | Brak danych |
| 7.      | Eduardo Breitfuss | 51          | 53,5        | 140,5       |
| 8.      | Xavier Fuentes    | 51,5        | 48,5        | 131,0       |
| 9.      | Angel Quevedo     | 50          | 49          | 121,1       |

### Juniorzy (Trofeu Josep Serra)
| Miejsce | Zawodnik        | Skok 1 | Skok 2 | Nota  |
| ------- | --------------- | ------ | ------ | ----- |
| 1.      | Xavier Fuentes  | 32,5   | 36,5   | 187,0 |
| 2.      | Miguel Punti    | 32,5   | 33,5   | 173,6 |
| 3.      | Tomás Palacios  | 28,5   | 29     | 142,8 |
| 4.      | David Caballero | 27     | 28     | 131,8 |
| 5.      | Arturo Samarà   | 25,5   | 24     | 116,9 |